# Astoria Bydgoszcz
Astoria Bydgoszcz je košarkaški klub iz poljskog grada Bydgoszcz. Klub trenutačno nastupa u Dominet Bank Ekstraligi.

## Uspjesi
- Kup Radivoja Koraća 1991./92. – 1. kvalifikacijska runda

## Povenznice
- www.astoria.bydgoszcz.pl